# Rudolf Chotek
Hrabě Rudolf Karel Chotek, též Rudolf Chotek z Chotkova a Vojnína (23. června 1832 Praha – 1. října 1894 Gaaden), byl rakouský a český šlechtic z rodu Chotků z Chotkova a politik, v 2. polovině 19. století poslanec Říšské rady.

## Biografie

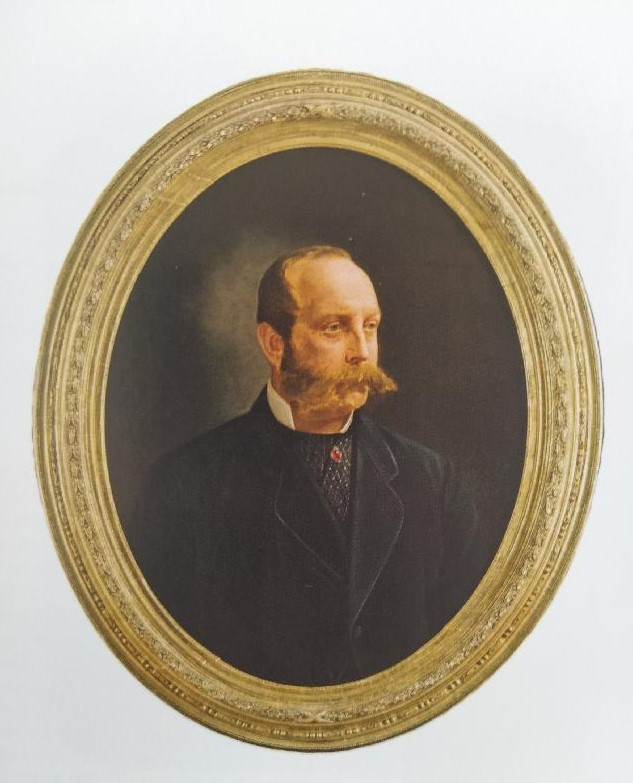
Portrét Rudolfa Chotka ze sbírek zámku Veltrusy

Pocházel ze starého českého rodu Chotků, narodil se jako nejstarší syn hraběte Jindřicha Chotka (1802–1864) a jeho manželky Karolíny Aloisie, rozené hraběnky z Eltzu (1810–1862). Působil jako velkostatkář. Patřily mu statky Veltrusy a Nové Dvory. Stál v čele mnoha korporací a spolků jako c. k. Vzájemně škody z ohně a krupobití pojišťující ústav, Pražsko-duchcovská dráha, Rakouská severozápadní dráha nebo Hospodářský spolek pro království České. Působil také coby okresní starosta ve Velvarech.
V zemských volbách v lednu 1867 byl zvolen do Českého zemského sněmu za kurii velkostatkářskou, svěřenecké velkostatky. Uspěl i v krátce poté vypsaných zemských volbách v březnu 1867. Odmítl ale převzít mandát. Do sněmu se vrátil v zemských volbách roku 1870. Opětovně na sněm usedl po zemských volbách roku 1883. Mandát obhájil i v zemských volbách roku 1889. Rezignaci na mandát oznámil v květnu 1890. Zastupoval Stranu konzervativního velkostatku, která podporovala český národní a federalistický program.
Zemský sněm ho roku 1871 zvolil i do Říšské rady (celostátní parlament, volený nepřímo zemskými sněmy). Na práci parlamentu se ovšem nepodílel a jeho mandát byl 23. února 1872 prohlášen pro absenci za zaniklý. Od roku 1879 byl dědičným členem Panské sněmovny (jmenovaná horní komora Říšské rady).
V posledních letech života se stáhl z veřejných a politických aktivit. Zemřel v říjnu 1894, raněn byv mrtvicí, v Gaadenu v Uhersku na panství svého tchána barona Gudenuse, jehož dceru si Chotek v roce 1894 vzal za manželku. Novomanželé odjeli v červnu 1894 do Uherska a plánovali se v srpnu vrátit na Nové Dvory do Čech. Pobyt se ale protáhl a v září hrabě Chotek onemocněl zápalem plic. Tělesné ostatky pak byly převezeny do Nových Dvorů, kde se potom konal pohřeb za velké účasti veřejnosti a předních českých šlechticů.